# أوليفر دوكيتش
أوليفر دوكيتش هو لاعب كرة قدم صربي في مركز الوسط، ولد في 12 أغسطس 1981 في Svilajnac ‏ في صربيا. لعب مع نادي سميديريفو ‏.

## وصلات خارجية
- أوليفر دوكيتش على موقع قاعدة بيانات كرة القدم.إي يو (الإنجليزية)
- أوليفر دوكيتش على موقع عالم كرة القدم.نت (الإنجليزية)